# Paul Theunis
Paul Theunis (Beringen, 16 marzo 1952) è un ex calciatore e allenatore di calcio belga, di ruolo centrocampista.

## Carriera

### Nazionale
Disputò due amichevoli con la nazionale maggiore, la prima il 29 febbraio 1984 contro la Germania Ovest e la seconda  il 17 aprile dello stesso anno contro la Polonia.

## Palmarès

### Competizioni internazionali
- Coppa delle Coppe: 1

Malines: 1987-1988